# A Fidzsi-szigetek az 1994. évi téli olimpiai játékokon
A Fidzsi-szigetek a norvégiai Lillehammerben megrendezett 1994. évi téli olimpiai játékok egyik részt vevő nemzete volt. Az országot az olimpián 1 sportágban 1 sportoló képviselte, aki érmet nem szerzett.

## Sífutás
A 10 km-es klasszikus stílusú versenyszámot követően másnap a 15 km-es szabadstílusú viadalt rendezték. A rajtsorrend azonban az előző napi befutónak megfelelően, az ott kialakult időkülönbségekkel alakult ki. Az összesítő sor a versenyző tényleges helyezését mutatja a 15 km-es versenyszámban. Az összesített időben az eltérést az jelenti, hogy a 15 km-es rajtnál a 10 km-es időből a tizedmásodperceket elhagyták.
Férfi
| Versenyző        | Versenyszám         | Eredmény   | Helyezés   |
| ---------------- | ------------------- | ---------- | ---------- |
| Rusiate Rogoyawa | 10 km               | 38:30,7    | 88.        |
| Rusiate Rogoyawa | 15 km üldözőverseny | nem indult | nem indult |